# Cromozomul Y

Structura cromozomului Y uman. Brațul scurt, notat conventional cu p, este localizat în partea superioră iar brațul lung, notat conventional cu q, în partea inferioară a figurii. Centromerul este localizat în regiunea cu diametru mai redus.

Cromozomul Y este unul din cei doi heterozomi (sau gonozomi) ai speciei umane. Cromozomul Y este un cromozom mic acrocentric ce aparține grupului G de cromozomi umani împreună cu cromozomul 21 și cromozomul 22. Contrar cromozomilor 21 și 22, cromozomul Y nu prezintă sateliți în regiunea terminală a brațului scurt.
La specia umană, ca și la celelalte mamifere, prezența genei SRY, care este localizată pe brațul scurt al cromozomului Y, determină dezvoltarea embrionului spre sexul masculin .

## Structură
Cromozomul Y este unul din cei doi heterozomi (sau gonozomi) ai speciei umane, celălalt heterozom fiind cromozomul X. Cromozomul Y este un cromozom mic acrocentric ce aparține grupului G de cromozomi umani împreună cu cromozomul 21 și cromozomul 22. Contrar cromozomilor 21 și 22, cromozomul Y nu prezintă sateliți în regiunea terminală a brațului scurt.
Centromerul împarte cromozomul Y în două brațe de mărime diferită, brațul scurt și brațul lung. Cromozomul Y contine gene implicate, în mod esențial, în determinismul sexului și în spermatogeneză.
Regiunea distală a brațului scurt formează regiunea pseudoautosomală I, regiune omologă unei regiuni situate în partea distală a brațului scurt al cromozomului X. În cursul meiozei aceste două regiuni se împerechiază (asocierea cromozomilor X și Y formând structura numită veziculă sexuală) și un schimb de material genetic se realizează între cromozomul X și Y, prin crossing-over, numai la nivelul acestei regiuni. Pe brațul scurt, însă în afara regiunii pseudoautozomale I, este prezentă gena SRY implicată în determinismul sexului la embrionul de sex masculin.
Brațul lung conține mai multe gene implicate în spermatogeneză. Anomaliile acestei regiuni pot determina tulburări de reproducere. O altă regiune pseudoautozomală, regiunea pseudoautozomală II, este localizată în regiunea distală a brațului lung al cromozomului Y. Mărimea brațului lung poate varia de la un individ la altul datorită cantității variabile de heterocromatină constitutivă localizată în regiunea distală a brațului lung (regiune Yq12). Regiunea Yq12, constituită din blocuri de secvențe repetate de ADN, nu conține gene și deci variațiile ei de mărime nu au nici un efect asupra fenotipului, reprezentând variante normal întâlnite în populație (polimorfisme).

## Anomalii

### Anomalii de număr

#### Sindromul 47,XYY
Sindromul 47,XYY este determinat de prezența unui cromozom Y suplimentar. Prezența acestui cromozom suplimentar este detectată prin analiza cromozomică (cariotip) realizată fie înaintea nașterii, prin diagnosticul prenatal cromozomic, fie după naștere. Prezența unui cromozom Y suplimentar determină probleme minore, fără ca un fenotip particular, ce ar putea fi identificat clinic, să poată fi descris. În anii '60-'70 se considera că bărbații purtători ai unui cromozom Y suplimentar erau predispuși la apariția unui comportament antisocial, criminal. Deși studiile realizate ulterior au infirmat această ipoteză, ea continuă să figureze în unele manualele de biologie actuale.

### Anomalii de structură
Anomaliile de structură ale cromozomului Y determină tulburări ale dezvoltarii sexuale  și sterilitate.

#### Sindromul bărbaților XX
Aceasta afecțiune rară este determinată de translocația unui fragment conținând gena SRY , de obicei de talie mică, de pe cromozomul Y pe un alt cromozom (adesea cromozomul X). Astfel, cariotipul este 46,XX însă dezvolarea se face spre sexul masculin datorită prezenței genei SRY . Aspectul clinic este asemănător celui întâlnit în sindromul Klinefelter.

#### Disgenezia gonadică pură
Disgenezia gonadică pură este definită ca absența dezvoltării gonadelor la un individ cu dezvoltare feminină normală a organelor genitale externe. Este datorată fie anomaliilor genei SRY (deleția regiunii de pe cromozomului Y ce conține gena SRY sau mutații ale genei SRY), fie datorită sindromului de insensibilitate la androgeni determinat de mutații ale genei ce codifică receptorul pentru hormonii androgeni, genă localizată pe cromozomul X.

#### Microdelețiile brațului lung
Deleția unor regiuni foarte mici de pe brațul lung al cromozomului Y (invizibile microscopic) este asociată cu tulburări în spermatogeneză (oligospermie sau azoospermie, adică prezența unui număr redus sau absența de spermatozoizi în spermă). Aceaste tulburări sunt datorate pierderii, prin deleție, a unor gene esențiale procesului de spermatogeneză și duc la hipofertilitate sau sterilitate.